# Якименко, Павел Витальевич
Павел Витальевич Якименко (укр. Павло Віталійович Якименко; род. 8 ноября 1989 года, Харьков) — 
Народный депутат Украины IX созыва.
Член Комитета по вопросам экологической политики и природопользования. Глава Подкомитета по охране и рациональному использованию недр

## Биография
Окончил факультет международной экономики Харьковского национального экономического университета, юридический факультет Национального юридического университета имени Ярослава Мудрого.
Якименко был директором ООО «Интерплекс» (строительство и обслуживание нежилого имущества).
Он был депутатом Харьковского районного совета. Ушел из депутатского корпуса по собственному желанию.

## Политическая и  общественная деятельность
Кандидат в народные депутаты от партии «Слуга народа» на парламентских выборах 2019 года, № 98 в списке. На время выборов: директор ООО «Интерплекс», беспартийный. Проживает в Харькове.
Член Комитета Верховной Рады по вопросам экологической политики и природопользования, председатель подкомитета по вопросам государственного мониторинга окружающей природной среды.
Заместитель члена Постоянной делегации в Парламентской ассамблее Организации по безопасности и сотрудничеству в Европе, заместитель сопредседателя группы по межпарламентским связям с Объединенными Арабскими Эмиратами.
Основал Благотворительный фонд «Твой Харьков», через который поступает помощь для харьковчан и военнослужащих, которые защищают Харьков и Харьковскую область.